# Cratere Goba
Goba  è un cratere sulla superficie di Marte.